# Ученик (фотоаппарат, 1930-е)
«Учени́к» — простейшая бокс-камера, состоящая из двух картонных коробок, вставляемых одна в другую. Фотоаппарат выпускался в 1930-е годы на ленинградской фабрике «Новая школа».
Размер кадра — 45×60 мм, зарядка фотопластинками в стандартных кассетах.
Объектив — единственная линза (монокль), фокусное расстояние 80 мм. Диафрагма, по-видимому, не устанавливалась (было единственное значение, в настоящее время неизвестно).
Фотографический затвор отсутствовал, выдержка отрабатывалась вручную при помощи заслонки.
Видоискатель отсутствовал, фокусировка и кадрирование по матовому стеклу, вставляемому вместо кассеты с фотопластинкой. Фокусировка проводилась раздвижением картонных коробок.

## Интересные факты
В 1952—1954 годах на ГОМЗ выпускался крупноформатный фотоаппарат «Ученик», разработанный на основе фотоаппарата «Момент».